# Kamax
Die KAMAX Holding GmbH & Co. KG ist ein Hersteller von Verbindungselementen für die Automobilindustrie mit Sitz in Homberg (Ohm).

## Geschichte
Der Ingenieur Rudolf Kellermann gründete in Osterode am Harz die „Rudolf Kellermann Fabrik für Gewindeteile“. Mit drei Mitarbeitern beginnt er, in einer alten Fassfabrik Schrauben für die Automobilindustrie herzustellen. Ab 1938 stellt der Betrieb Pleuelschrauben, Radbefestigungsschrauben, hochfeste Schrauben nach Normvorschrift sowie Kleinteile für den Flugzeugbau her. Nach Beginn des Zweiten Weltkrieges wurde die Fabrik für Gewindeteile dem Reichsministerium für Rüstung und Kriegsproduktion unterstellt. Der NS-Staat überwachte auch die Belegschaft, die in die "Deutsche Arbeitsfront" eintreten musste. 
Im Oktober 1939 übernahm Kellermann die Fertigung von Zündern. Bereits im August 1940 wurde die Munitionsherstellung im Werk wieder eingestellt, da die Firma mit dem Fertigen von Schrauben für den Flugzeugbau und für Kriegsfahrzeuge ausgelastet war. Im Februar 1945 belieferte Kellermann insgesamt 40 Kunden aus der Flugzeug- und Motorenindustrie, darunter BMW, Daimler-Benz, die Dornier Werke, Junkers, Messerschmitt, Opel, die VDM-Luftfahrtwerke Hildesheim und das Volkswagenwerk. Nach dem Krieg wurde der Betrieb zunächst stillgelegt. Doch schon im Sommer 1945 erlaubte die englische Militärverwaltung Rudolf Kellermann, wieder hochfeste Schrauben herzustellen. 
Das Unternehmen wurde in "KAMAX" umbenannt, wobei "K" für Kellermann steht, zugleich aber auch das klassische Zeichen für Festigkeit ist. "MAX" steht für maximal. 1955 wurde ein Zweitsitz in Homberg an der Ohm gegründet, welches später zum Hauptsitz wurde. Heute ist KAMAX an 19 Standorten weltweit für alle größeren Automobilhersteller tätig. Der Jahresausstoß liegt bei 3,6 Milliarden Verbindungselementen.

## Produkte
Die Produktpalette des Unternehmens umfasst hochfeste Schrauben und Formteile für die Automobilindustrie in unterschiedlichen Formen und Größen.